# San Martín de Villafufre
San Martín de Villafufre es una localidad barrio perteneciente al Ayuntamiento de Villafufre, situada en el Valle de Carriedo, en la carretera CA 270 entre las localidades de Villafufre y Vega de Carriedo. San Martín de Villafufre, pequeño pueblo situado en el Alto de San Martín, que separa los Valles del Pisueña y del Pas. Tiene una altitud: 297 m.
Antiguamente también se la denominaba San Martín de Valsanos. En el Apeo del Infante don Fernando de Antequera de 1404 aparece: SAN MARTÍN conjuntamente con Rasillo y Las Bárcenas y tienen por Regidores a: Pero Rodríguez, Juan Pérez y Martin de Santa María. Lugar de Behetría: con ferrería en las Bárcenas. Realengo: 1 solar y 1/2 naturales del Señor de Lara y ahora del Rey para la casa de la Vega.

## Patrimonio
El edificio del Ayuntamiento de Villafufre se encuentra en el barrio de San Martín.
Tiene una ermita iglesia cuya espadaña se construyó en 1751. A finales del siglo XVIII don Lorenzo Antonio García de la Huerta, era capellán de la capellanía que fundó en la ermita de San Martín, don Juan Antonio Gómez de Arce.
Existen una treintena de casas y algunas de ellas solariegas entre las que destaca la del linaje García de la Huerta con las armas del apellido y de los linajes Vega y Diego Madrazo. En el lugar de Los Pozos, estuvo la casa solar ya desaparecida, del linaje García de la Huerta del que descienden muchos personajes ilustres, en Madrid, en Salamanca y en Chile, siendo varios militares y religiosos.

## Personajes
D. Juan Francisco García de la Huerta y Gómez de Villafufre, Expediente Hidalguía en 1747 por residir en Aranda de Duero (Burgos). Padre del poeta Vicente Antonio García de la Huerta.
D. Mario García de la Huerta y Cevallos, Teniente Coronel y Capitán de la Guardia Real de S.M. la Reina Doña Isabel II. Mario falleció en 1851 y era hijo legítimo de D. Cándido García de la Huerta y Diego Madrazo y de Dª Fructuosa de Cevallos Netto y Quintana todos vecinos de San Martín de Villafufre.
D. Ildefonso García de la Huerta y López, Contador de vacantes Eclesiásticas del Obispado de Salamanca. Nace en Salamanca en 1766. Según Real Provision Hidalguía en 1817 con armas propias y donde dice descender casa solar de Los Pozos en San Martin de Villafufre. Nieto del Abogado de los Reales Consejos D. Joaquín García de la Huerta y Gómez de Villafufre, nacido en 1705 en San Martín de Villafufre.